# Мерседес (округ)
Округ Мерсе́дес (ісп. Mercedes) — адміністративно-територіальна одиниця 2-ого рівня у провінції Буенос-Айрес в центральній Аргентині. Адміністративний центр округу — Мерседес (ісп. Mercedes).
Населення округу становить 63284 особи (2010). Площа — 1050 кв. км.

## Історія
Округ заснований у 1812 році.

## Населення
У 2010 році населення становило 63284 особи. З них чоловіків — 31054, жінок — 32230.

## Політика
Округ належить до 1-ого виборчого сектору провінції Буенос-Айрес.